# الانتخابات البرلمانية العراقية (1925)
أُجريت الانتخابات البرلمانية في العراق عام 1925، وكانت الأولى بموجب دستور 1925. عقب الانتخابات، تولّى عبد المحسن السعدون رئاسة الوزراء للمرة الثانية وأسس حزب التقدّم لدعم الحكومة وتأمين الأغلبية البرلمانية.

## ما بعد الانتخابات
سعى الملك فيصل الأول إلى إقالة السعدون بعد محاولته تقليص صلاحيات الملك، ونجح فيصل في إقناع غالبية أعضاء مجلس النواب بالتصويت لصالح رشيد عالي الكيلاني لرئاسة المجلس، بدلاً من المرشح الذي دعمته حكومة السعدون، ما أدى إلى استقالته. كما كان فيصل قلقًا من علاقات السعدون الوثيقة بالحكومة البريطانية وثقة المندوب السامي البريطاني به. لذلك، دفع فيصل باثنين من حلفائه، نوري السعيد وجعفر العسكري، للانضمام إلى حزب التقدّم والعمل على إضعافه.